# Гребля Ваді-Анар
Гребля Ваді-Анар  (Wadi Anar, Wadi Ana’ar, Wadi Annar) – комплекс інженерних споруд на півдні Оману, будівництво якого припало на першу половину 2020-х років. Відомий також як греблі A1b та A3a.
В 2018 році циклон Мекуну завдав великих збитків південним районам Оману. Як наслідок, розробили програму зведення споруд для захисту від повеней потужної індустріальної зони і порту міста Салала. Одним з об’єктів програми стала гребля у Ваді-Анар на північно-західних околицях зазначеної зони.
Для греблі обрали варіант земляної споруди із водонепроникним ядром (асфальтовим або із пластичного бетону) висотою 20 метрів, довжиною 1680 метрів та шириною по гребеню 6 метрів. Одна з ділянок довжиною 430 метрів буде виконана як бетонована водопереливна секція.
Гребля має утримувати водосховище об’ємом 16 млн м3. 
Станом на січень 2023-го готовність греблі оцінювалась у 26%, а її завершення планували протягом року.